# Coursetia apantensis
Coursetia apantensis är en ärtväxtart som beskrevs av Mario Sousa. Coursetia apantensis ingår i släktet Coursetia, och familjen ärtväxter. Inga underarter finns listade i Catalogue of Life.